# Trentepohlia luteola
Trentepohlia luteola là một loài ruồi trong họ Limoniidae. Chúng phân bố ở vùng nhiệt đới châu Phi.